# Malervlies
Malervlies ist ein meist dunkelgrauer Vliesstoff, hergestellt oft aus geschredderten Altkleidern, der auf der einen Seite mit einer Kunststofffolie (meistens aus PE) verklebt ist und in aufgerollten Bahnen gehandelt wird. Es dient, mit der Vliesseite nach oben ausgelegt, zur Abdeckung und zum Schutz von Fußböden (etwa Parkett) während Maler-, Verputz- oder Reinigungsarbeiten. Bei Bauarbeiten in Mietwohnungen wird es oft zur Pflicht gemacht.
Das Vlies ist saugfähig, die Kunststofffolie verhindert ein Durchdringen von Farbe und weiterer flüssiger Werkstoffe. Mit Klebeband fixiert, vergrößert Malervlies auch die Rutschsicherheit während der Arbeiten. 
Auch Vliestapeten werden als Malervlies bezeichnet.